# Kaczvinszky Viktor
Kaczvinszky Viktor Vince (Nagysáros (Sáros vármegye), 1817. október 27. – Jászóvár, 1893. február 5.) a jászóvári premontrei rend prépost-prelátusa.

## Élete
A gimnáziumi s bölcseleti tanulmányai befejezése után a jászóvári premontrei kanonok rendbe lépett. A teológiai tanfolyamot a pesti központi papnevelő intézetben 1834-től 1839-ig végezte s mint ennek növendéke egyik alapvető tagja volt a szeminárium kispapjai közt ma is virágzó magyar iskolának. 1840-ben Senyei Károly báró két fiának nevelője volt. 1841. szeptember 21-én pappá szentelték. Az 1840-es években egyik legtekintélyesebb tanára volt a kassai királyi jog- és bölcseleti akadémiának. A kassai akadémiának a Bach-Thun korszak alatt történt feloszlatása után előbb a kassai főgimnáziumnak volt tanára. E tanintézetet a német uralom elvette a szerzettől, mert tanárai nem akarták elvállalni a német tannyelvet és így Kaczvinszky többedmagával a nagyváradi főgimnáziumba került. Innét 1856-ban Rozsnyóra, 1865-ben Kassára ment igazgatónak a rend ottani főgimnáziumába. 1867. október 20-án prépost és prelátus, egyszersmind nagyvárad-hegyfoki prépost a főrendiház tagja lett és e méltóságában a főrendiház újabb törvényes rendezése is megerősítette. Aranymiséjét 1891. szeptember 21-én tartotta.
Programmértekezései a nagyváradi főgimnázium Évkönyveiben (1854. és 1855. Elmélkedés a mennyiségtan elemei felett) és a rozsnyói nagygimnázium Tudósítványában (1856. Róma, és Karthágo, történeti rajz, 1858. Budavár ostromai s visszafoglalása 1686-ban, mindkettő névtelenül.) Az 1883. középiskolai törvény tárgyalása alkalmából a főrendiházban beszédet mondott.

## Elismerései
- Ferenc József-rend lovagkeresztje

## Művei
- A mennyiségtan elemei. Kassa, 1847. (Kőnyomatban.)
- Nem olyan nagy baj az az új pénz! Biztos útmutató a jelen pénzkörülményekben a nép számára. Rozsnyó, 1858.